# Allocosa deserticola
Allocosa deserticola là một loài nhện trong họ wolfspinnen (Lycosidae).
Loài này thuộc chi Allocosa. Allocosa deserticola được Eugène Simon miêu tả năm 1898.